# Lucius Octavius
Lucius Octavius, est une personnalité de la République romaine.